# Brod Moravice
Brod Moravice (Italiaans: Moravizze) is een gemeente in de Kroatische provincie Primorje-Gorski Kotar. Brod Moravice telt 985 inwoners. De oppervlakte bedraagt 62 km², de bevolkingsdichtheid is 15,9 inwoners per km².
Voor de burgeroorlog, 1991/1992, heette deze plaats Serpske Moravice, mede vanwege de grote Slavisch-Servische gemeenschap in dit gebied. Serpske Moravice hoorde bij de "Servische" enclaves, ingericht door Oostenrijk, ter verdediging tegen een mogelijke Ottomaanse opmars.
Steden (gradovi): Rijeka · Bakar · Cres · Crikvenica · Čabar · Delnice · Kastav · Kraljevica · Krk · Mali Lošinj · Novi Vinodolski · Opatija · Rab · Vrbovsko

Gemeenten (općine): Baška · Brod Moravice · Čavle · Dobrinj · Fužine · Jelenje · Klana · Kostrena · Lokve · Lopar · Lovran · Malinska-Dubašnica · Matulji · Mošćenička Draga · Mrkopalj · Omišalj · Punat · Ravna Gora · Skrad · Vinodolska · Viškovo · Vrbnik